# Polypodium pteridioides
Polypodium pteridioides là một loài dương xỉ trong họ Polypodiaceae. Loài này được Reich., Linn. mô tả khoa học đầu tiên năm 1780.
Danh pháp khoa học của loài này chưa được làm sáng tỏ. 